# Renáta Filová
Renáta Filová (* 7. November 1981 in Nitra) ist eine slowakische Fußballspielerin.

## Karriere

### Verein
Filová begann ihre Karriere 1993 mit dem FC Rotox Nitra und wurde im Jahre 1998 in deren Profiteam befördert. Nach acht Jahren für die erste Mannschaft des FC Rotox Nitra, wechselte sie im Sommer 2008 zu Slovan Duslo Šaľa. Am 22. Januar 2009 wechselte sie zum österreichischen Erstligisten SKV Altenmarkt. Nach zweieinhalb Jahren kehrte sie Österreich den Rücken und wechselte zurück zum ŠK Slávia SPU DFA Nitra. Im Januar 2014 unterschrieb sie mit Vereinskameradin Katarína Dugovičová ein zweites Mal beim SKV Altenmarkt.

### International
Filová war A-Nationalspielerin der slowakischen Fußballnationalmannschaft der Frauen und gab ihr Debüt im Jahre 2000.